# أنجيلا هيرون
أنجيلا هيرون (بالإنجليزية: Angela Herron)‏ هي مجدفة أمريكية، ولدت في 25 مايو 1961.

## وصلات خارجية
- أنجيلا هيرون على موقع الاتحاد الدولي للتجديف (الإنجليزية)
- أنجيلا هيرون على موقع اللجنة الأولمبية الدولية (الإنجليزية)
- أنجيلا هيرون على موقع أوليمبيديا (الإنجليزية)